# Tleń

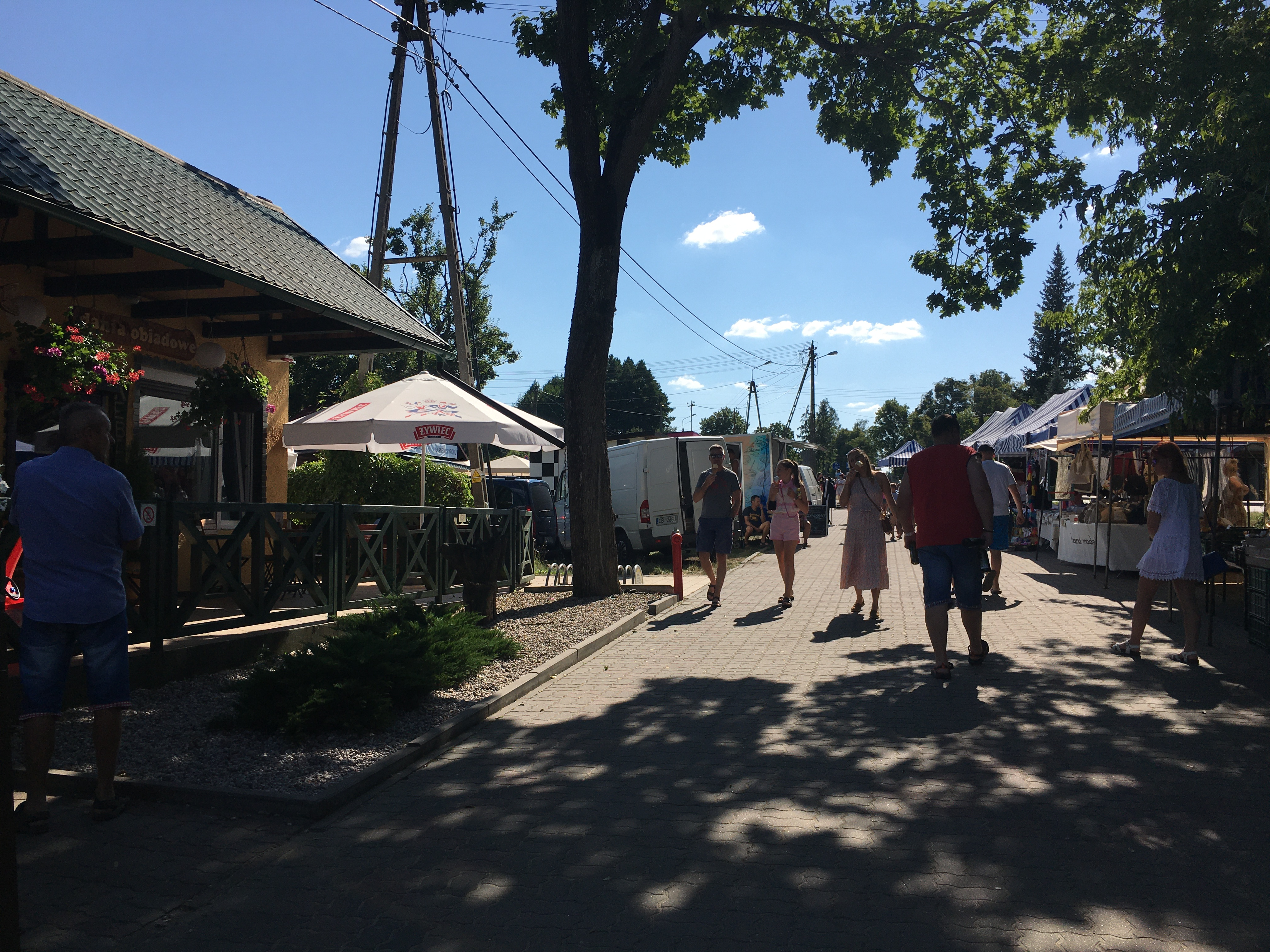
Wochenmarkt, öffentlicher Raum in Tleń

Tleń (deutsch Klingermühle) ist ein Dorf im Powiat Świecki der Woiwodschaft Kujawien-Pommern in Polen. Es gehört zur Landgemeinde Osie und liegt an der Eisenbahnstrecke Jezewo–Szlachta–Czersk.

## Geographie
Tleń liegt an einem Stausee des Flusses Wda (Schwarzwasser) im Zentrum der Bory Tucholskie (Tucheler Heide). Es gibt dort einen Bahnhof, mehrere Erholungsheime und Bungalowparks sowie ein Freilichtkino.
Seit ca. 1415 gab es an der Mündung des Flüsschens Prusina in die Wda eine Mühle, um die herum eine Siedlung mit dem Namen Inschen entstand. Später wechselten die Namen: Klinger, Klingermühle, Klinger Mühle, Tleń. Der heutige Ortsname lässt sich zurückführen auf eine Fischart aus der Familie der Karpfenfische: Kleń (Leuciscus cephalus, dt. Döbel).
Seit dem Beginn des 20. Jahrhunderts ist Tleń ein bekannter Ferienort. Die Mehrheit der Einwohner lebt vom Tourismus. Ein großer Teil der Gebäude sind Ferienhäuser. Rundherum um Tleń erstreckt sich der Wdecki-Landschaftspark.
In den Jahren 1975–1998 gehörte der Ort administrativ zur Woiwodschaft Bydgoszcz.